# Nebulosa Granchio
La Nebulosa Granchio (nota anche come Nebulosa del Granchio o con le sigle di catalogo M 1 e NGC 1952) è un resto di supernova visibile nella costellazione del Toro. Scoperta nel 1731 da John Bevis, la nebulosa è il primo oggetto del catalogo di oggetti astronomici pubblicato da Charles Messier nel 1774.
La nebulosa, oggi vasta più di sei anni luce, è formata dai gas in espansione espulsi durante l'esplosione della Supernova 1054; i gas si stanno espandendo alla velocità di 1500 km/s e possiedono una massa totale di circa 4,6±1,8 M⊙. La supernova che la produsse fu osservata per la prima volta il 4 luglio 1054 e venne registrata dagli astronomi cinesi e arabi dell'epoca; la sua luminosità era tale che la magnitudine apparente dell'evento fu compresa tra −7 e −4,5, tale da renderla visibile ad occhio nudo durante il giorno, sorpassando la luminosità apparente di Venere. La Nebulosa Granchio si trova a circa 6500 al dal sistema solare; perciò l'evento che l'ha prodotta è in realtà avvenuto 6 500 anni prima del 1054, cioè circa nel 5400 a.C.
Al centro della nebulosa si trova la pulsar del Granchio (nota anche come PSR B0531+21), una stella di neutroni con un diametro di circa 28-30 chilometri, scoperta nel 1968: fu la prima osservazione di un'associazione tra pulsar e resti di supernova, una scoperta fondamentale per l'interpretazione delle pulsar come stelle di neutroni.
La Nebulosa Granchio è spesso usata come calibrazione nell'astronomia a raggi X: è molto luminosa in questa banda, e il suo flusso è stabile, a eccezione della pulsar vera e propria: quest'ultima infatti fornisce un forte segnale periodico che può essere usato per controllare le temporizzazioni dei sensori a raggi X. Nell'astronomia a raggi X, "Crab" (parola inglese che significa "Granchio") e "milliCrab" sono a volte usate come unità di flusso. Pochissime sorgenti a raggi X hanno una luminosità superiore ad 1 Crab.

## Osservazione

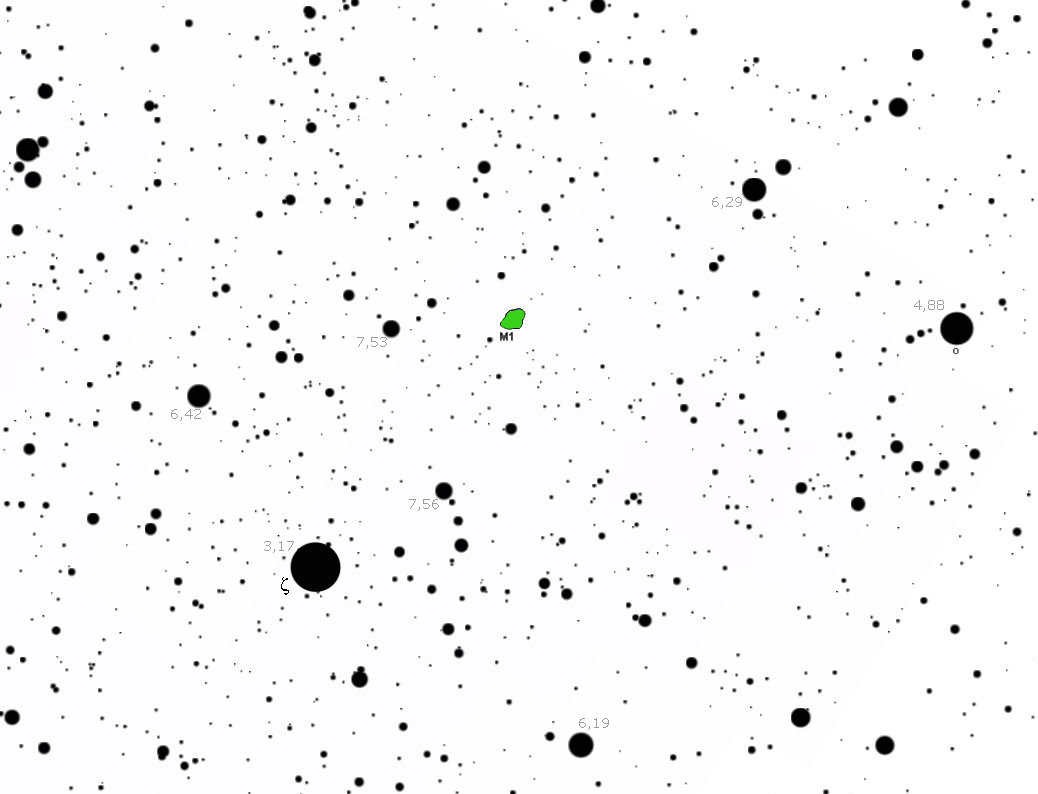
Carta per la localizzazione della Nebulosa del Granchio; il nord è in alto. La stella brillante in basso è, mentre i numeri grigi indicano le magnitudini apparenti delle stelle più vicine alla nebulosa.

La Nebulosa Granchio si osserva agevolmente da entrambi gli emisferi terrestri, sebbene gli osservatori posti a nord dell'equatore risultino più avvantaggiati: la nebulosa si trova infatti nell'emisfero boreale celeste; il periodo di osservazione nel cielo serale va dal mese di novembre fino alla metà di maggio, dall'emisfero nord, mentre da quello sud si osserva mediamente da fine dicembre a inizio aprile. Oltre il circolo polare artico si presenta circumpolare.
La sua individuazione in cielo è relativamente semplice: si individua infatti circa 1,5° a nord-ovest della stella ζ Tauri, che costituisce il corno meridionale della costellazione del Toro, in cui la nebulosa si trova. L'area di cielo circostante è ricca di bei campi stellari, data la presenza in quest'area di cielo della scia luminosa della Via Lattea.
La nebulosa inizia ad essere visibile già con un binocolo 10×50 o persino inferiori, se la nottata è propizia; si presenta come una piccolissima macchia chiara dalla forma irregolare, facilmente confondibile con le stelle circostanti. Un telescopio amatoriale da 60 mm permette di individuare la sua forma debolmente allungata da nordovest a sudest, mentre un telescopio dall'apertura compresa fra 100 e 150 mm la mostra come una macchia chiara molto simile ad una cometa, ma con una luminosità assai disomogenea. Una forma simile ad una "S" schiacciata ed allungata si mostra in strumenti da 200 o 300 mm.

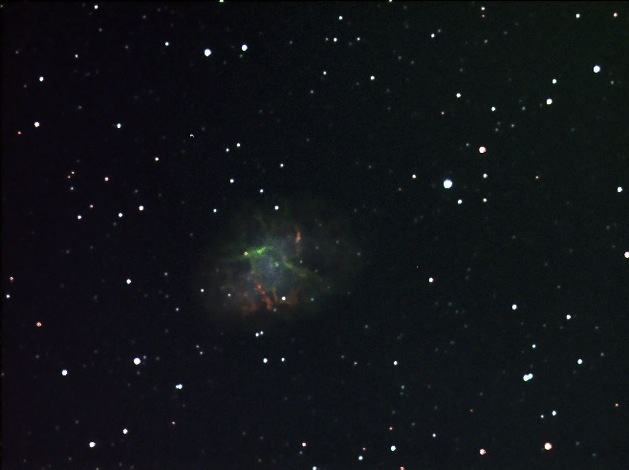
La nebulosa ripresa da un telescopio amatoriale newtoniano

### Transiti dei corpi del sistema solare

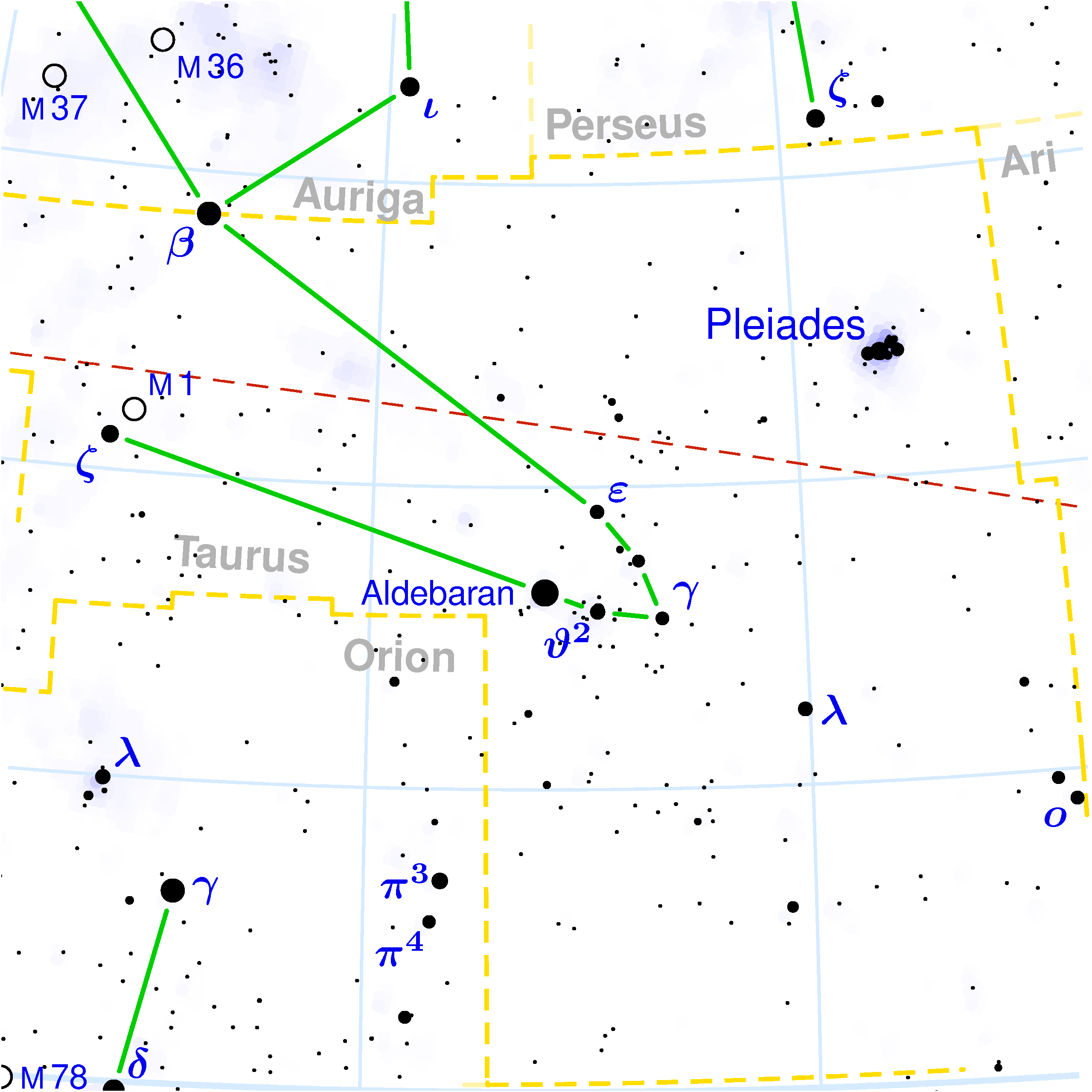
Carta della costellazione del Toro; l'eclittica è la linea tratteggiata rossa; si noti la posizione della Nebulosa Granchio (M1) appena a NW della stella.

La Nebulosa Granchio è localizzata nella sfera celeste circa 1,5° a sud dell'eclittica, ossia il piano dell'orbita terrestre attorno al Sole. Ciò comporta che la Luna e, talvolta, i pianeti possano transitare o occultare la Nebulosa; questi transiti e occultamenti possono essere utilizzati per analizzare sia la nebulosa sia l'oggetto che vi passa di fronte, osservando come la radiazione proveniente dalla nebulosa viene alterata dal corpo transitante.
I transiti lunari sono stati usati per mappare le emissioni di raggi X provenienti dalla nebulosa; prima del lancio dei satelliti a raggi X come il Chandra X-ray Observatory, le osservazioni a raggi X di solito avevano una risoluzione angolare molto bassa, ma quando la Luna transitava di fronte alla nebulosa, essendo nota la sua posizione, si potevano mappare le regioni emittenti sfruttando l'avanzare dell'occultamento. Quando si osservarono per la prima volta le emissioni di raggi X della nebulosa, fu usato un occultamento lunare per localizzare esattamente la sorgente.
Sebbene il Sole non vi transiti sopra, la sua corona vi passa di fronte. Questo accade verso la metà di giugno, poco prima del solstizio d'estate; le variazioni nelle onde radio ricevute dalla nebulosa in quel momento possono essere usate per ottenere delle informazioni dettagliate sulla struttura e la densità coronali. Le prime osservazioni stabilirono che la corona si estende ben oltre quanto fosse stato stimato in precedenza; osservazioni successive mostrarono che la densità della corona subisce delle modifiche sostanziali.
Molto raramente anche Saturno transita di fronte alla nebulosa; il suo ultimo transito, avvenuto nel 2003, fu il primo dal 1296, mentre il prossimo avverrà soltanto nel 2267. Gli scienziati utilizzarono il Chandra X-ray Observatory per osservare la luna di Saturno Titano come esso transitò davanti alla nebulosa e si scoprì che l'"ombra" a raggi X di Titano è più grande della sua superficie solida, a causa dell'assorbimento dei raggi X da parte della sua atmosfera. Queste osservazioni mostrarono anche che lo spessore dell'atmosfera di Titano è di 880 km. Il transito del pianeta Saturno non poté però essere osservato, poiché il Chandra si trovava proprio in quel momento nelle fasce di van Allen.

## Storia delle osservazioni

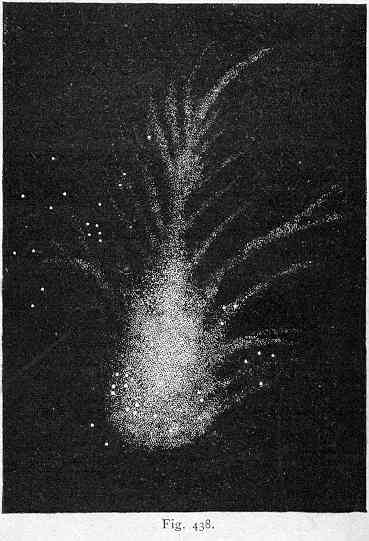
Lo schizzo della nebulosa eseguito da Parsons nel 1844.

La Nebulosa Granchio fu osservata per la prima volta nel 1731 da John Bevis. Fu poi riscoperta indipendentemente nel 1758 da Charles Messier, mentre osservava una brillante cometa; egli catalogò quest'oggetto come il primo del suo celebre catalogo di oggetti "simili a comete". William Parsons osservò la nebulosa al Castello di Birr negli anni quaranta del XIX secolo, ribattezzandola Crab Nebula (Nebulosa Granchio) poiché lo schizzo che aveva fatto sulla nebulosa ricordava l'aspetto di un granchio.
All'inizio del XX secolo, l'analisi delle prime lastre astronomiche della nebulosa ottenute nel corso di alcuni anni mostravano che la nebulosa è in via di espansione; ripercorrendo all'indietro le tappe di questa espansione si arriva a scoprire che la nebulosa è comparsa nei cieli della Terra attorno all'XI secolo. I documenti arabi e cinesi di quel periodo indicano che nel 1054 nello stesso punto di cielo apparve una nuova stella, talmente brillante da poter essere osservata durante il giorno; data la grande distanza a cui si trova l'oggetto, la stella osservata quasi mille anni fa poteva essere solo una supernova, ossia una stella di grande massa esplosa al termine della propria esistenza.

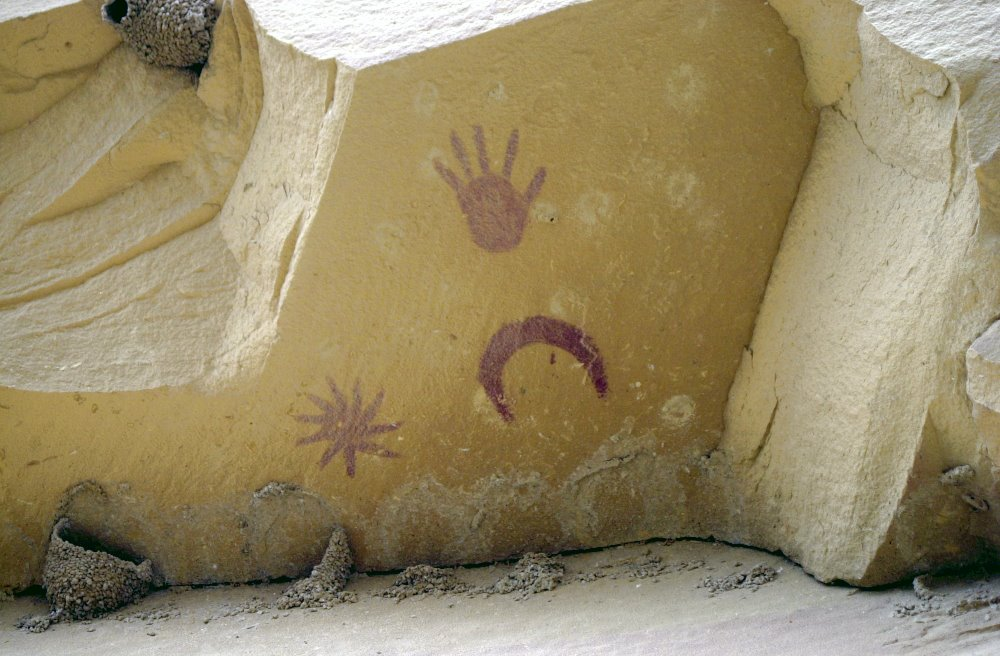
La pittura rupestre del Chaco Canyon, opera degli indios Anasazi, che ritrae la Luna assieme a SN 1054.

La Nebulosa Granchio è infatti ciò che resta della supernova (denominata SN 1054) osservata e registrata nel 1054 da astronomi cinesi e arabi. Nell'opera Sung-hiu-yao ("Elementi essenziali della storia Sung") si legge:
Da altre cronache è noto che questa "stella ospite" brillava probabilmente quanto la Luna piena e che scomparve nell'aprile del 1056; gli astronomi dell'epoca riferiscono che la "nuova stella" fu visibile durante il giorno per 23 giorni consecutivi e permase nel cielo notturno per altri 653 giorni consecutivi (quasi due anni). Importanti sono anche le testimonianze grafiche dell'evento, come le pitture rupestri opera degli indios Anasazi rinvenute nei Navaho Canyon e White Mesa (in Arizona), così come quelle nel Chaco Canyon National Park (nel Nuovo Messico).
Ulteriori analisi delle testimonianze storiche hanno mostrato che la supernova che creò la nebulosa apparve probabilmente nel periodo compreso fra il mese di aprile e l'inizio di maggio, raggiungendo nel mese di luglio una magnitudine di picco compresa fra −7 e −4,5 (diventando così l'oggetto più brillante del cielo notturno ad eccezione della Luna piena). Grazie alle registrazioni delle osservazioni degli astronomi orientali e mediorientali del 1054, la Nebulosa Granchio è divenuto il primo oggetto astronomico riconosciuto in connessione con l'esplosione di una supernova.

## Caratteristiche fisiche

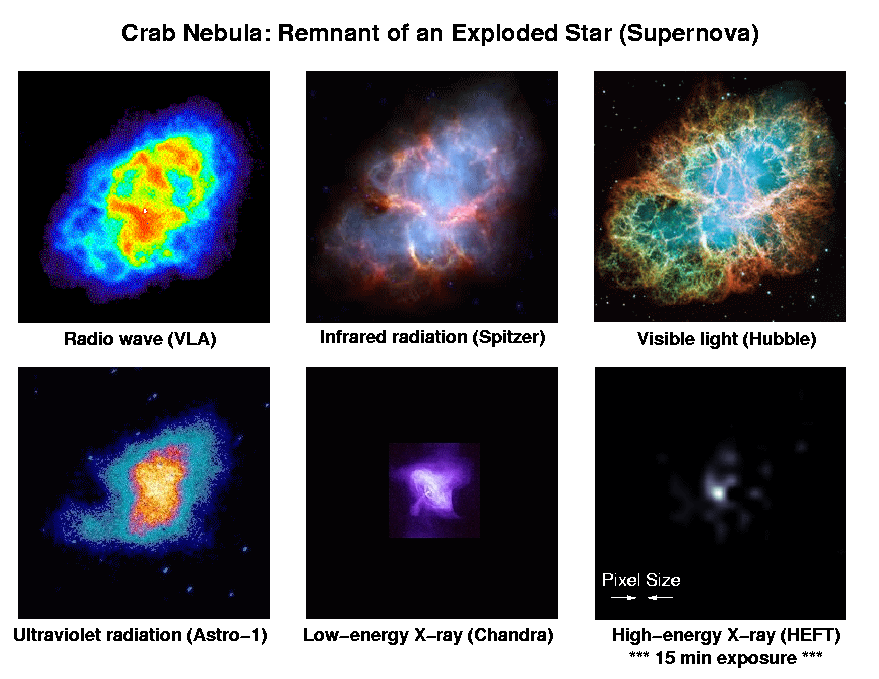
Una serie di immagini che mostrano come appare la Nebulosa Granchio alle diverse lunghezze d'onda dello spettro elettromagnetico.

Alle lunghezze d'onda della luce visibile la Nebulosa Granchio appare come un insieme di filamenti di forma ovaleggiante, delle dimensioni di 6×4' (minuti d'arco; per raffronto, la Luna piena ha un diametro di circa 30'), che circonda una regione centrale di colore bluastro; in tre dimensioni, si crede che possegga una forma simile ad uno sferoide prolato. I filamenti sono ciò che resta dell'atmosfera della stella progenitrice, scagliati nello spazio dall'esplosione in supernova, e sono formati principalmente da elio e idrogeno ionizzati, assieme a piccole percentuali di carbonio, ossigeno, azoto, ferro, neon e zolfo. La loro temperatura si aggira fra 11000 e 18000 K e la loro densità è di circa 1300 particelle per cm3.
Le stime sulla massa totale della nebulosa sono importanti per conoscere la massa della stella progenitrice; la quantità di materia contenuta nei filamenti della Nebulosa (ossia la massa espulsa formata da gas neutro e ionizzato, soprattutto elio) è stimata sulle 4,6 ± 1,8 M☉; la massa complessiva della nebulosa associata alla massa della pulsar ammonterebbe invece ad almeno 6-9 M☉.
Nel 1953 Iosif Sklovskij propose che la regione diffusa di colore blu fosse generata soprattutto dalla radiazione di sincrotrone, ossia la radiazione prodotta da particelle cariche (in questo caso gli elettroni) che sono costrette a muoversi a velocità prossime alla velocità della luce in traiettorie curve da un campo magnetico; tre anni dopo questa teoria fu confermata dalle osservazioni. Negli anni sessanta si scoprì che la sorgente dei livelli di curvatura degli elettroni è il forte campo magnetico prodotto da una stella di neutroni al centro della nebulosa.
La Nebulosa contiene un certo numero di regioni in cui l'abbondanza degli elementi si presenta anomala, in particolare una regione a forma di banda o toro costituita da elio pressoché puro (~95%) ed alcuni recessi caratterizzati da forti linee degli elementi del picco del ferro (V, Cr, Mn, Fe, Co e Ni), in particolare del nichel. Il toro, associato a dei lobi bipolari sempre costituiti da elio puro, forma circa il 25% dell'emissione visibile e attraversa la regione della pulsar in senso est-ovest. I recessi invece sono caratterizzati da scarse abbondanze di elio.
Nonostante i meccanismi che abbiano portato alla formazione del toro di elio restino oscuri, è possibile spiegare le peculiari abbondanze degli elementi pesanti riscontrate considerando le dinamiche della pulsar al centro della nebulosa. Considerando l'abbondanza di elementi del picco del ferro della superficie della stella di neutroni e le interazioni col campo magnetico dell'oggetto, gli astronomi hanno formulato due modelli, l'irradiazione superficiale da parte degli elettroni e dei flussi elettronici subsuperficiali; questi due meccanismi, a causa anche della giovane età della pulsar, sembrano innalzare la temperatura delle regioni dei poli magnetici sino ai livelli in cui si verifica una significativa emissione di energia da tali elementi.

## Distanza
Sebbene la Nebulosa sia al centro di notevole attenzione da parte degli astronomi, la sua distanza resta una questione aperta, a causa delle incertezze derivate da ogni metodo usato per determinarla. Nel 2008 si è formato un consenso generale sul valore di distanza di 2,0±0,5 kpc (6500±1600 al). La Nebulosa Granchio si espande alla velocità di circa 1500 km/s; le immagini riprese a distanza di alcuni anni ne rivelano la lenta espansione e comparando quest'espansione angolare con la sua velocità di espansione determinata analizzandone il redshift, si è provato a stimare la distanza della nebulosa. Nel 1973 le analisi dei differenti metodi usati per calcolarla portarono alla conclusione che si trovasse a circa 6 300 anni luce. Il diametro maggiore della nebulosa misura circa 13 ± 3 anni luce.
Ripercorrendo all'indietro le tappe dell'espansione della nebulosa si arriva ad una data di creazione della nebulosa posteriore al 1054 di alcuni decenni; ciò indica che la velocità di espansione dei gas ha subito un'accelerazione molto tempo dopo l'esplosione della stella progenitrice. La causa di tale accelerazione è imputabile all'energia della pulsar che alimenta il campo magnetico, che si espande e forza verso l'esterno anche i filamenti di gas.

## La pulsar centrale

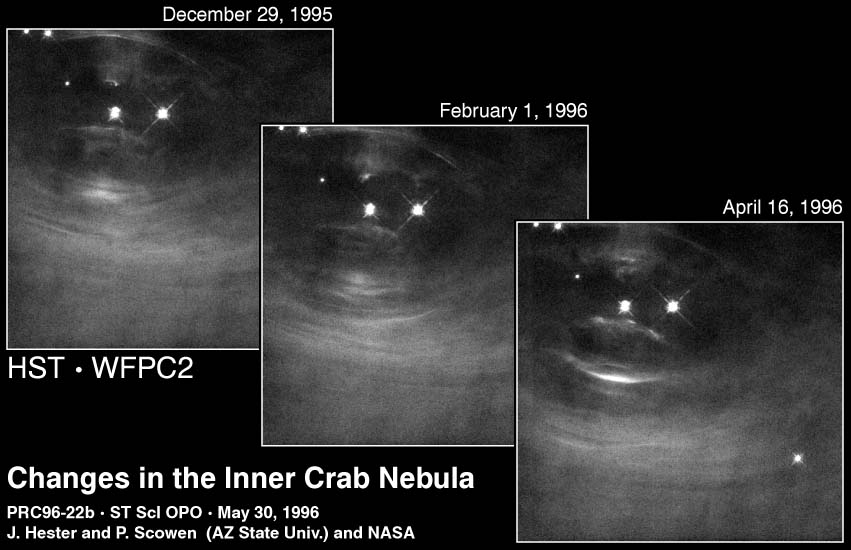
Questa sequenza di immagini del telescopio spaziale Hubble mostra come le strutture della parte interna della nebulosa cambino nell'arco di quattro mesi. Credit: NASA/ESA.

Al centro della Nebulosa Granchio sono visibili due deboli stelle, la più meridionale delle quali è la responsabile dell'esistenza stessa della nebulosa; fu identificata come tale nel 1942, quando Rudolf Minkowski scoprì che il suo spettro ottico è estremamente insolito. Si scoprì successivamente che l'oggetto è una forte sorgente di onde radio (1949) e raggi X (1963), nonché una delle fonti più potenti di raggi gamma del cielo (1967); infine, nel 1968 si scoprì che la stella emette la sua radiazione con rapide pulsazioni, il che la rende una delle prime pulsar ad essere scoperte.
Le pulsar sono infatti potenti sorgenti di radiazione elettromagnetica, emessa in pulsazioni brevi ed estremamente regolari molte volte al secondo; quando furono scoperte, nel 1967, erano uno dei più grandi misteri dell'astronomia e il gruppo di scienziati che per primi le scoprirono considerarono persino la possibilità che si trattasse di segnali provenienti da una civiltà avanzata. Tuttavia, la scoperta di un oggetto di questa classe all'interno della Nebulosa Granchio era una prova consistente che questo tipo di oggetti esotici si formassero a seguito di un'esplosione di supernova. Ora è ben chiaro che si tratta di stelle costituite da neutroni che ruotano sul proprio asse a grande velocità, il cui campo magnetico concentra le loro radiazioni in stretti fasci.
L'oggetto, denominato Pulsar del Granchio, possiede un diametro di circa 28-30 km ed emette le sue pulsazioni ogni 33 ms; le pulsazioni sono emesse a tutte le lunghezze d'onda dello spettro elettromagnetico, dalle onde radio ai raggi X. Come tutte le pulsar isolate, il suo periodo rallenta molto gradualmente; talvolta il suo periodo di rotazione mostra dei forti cambiamenti, noti come glitch, che si crede siano causati da un improvviso riallineamento all'interno della stella di neutroni. L'energia rilasciata man mano che la pulsar rallenta è notevolissima e potenzia le emissioni della radiazione di sincrotrone della nebulosa, che ha una luminosità totale di circa 75 000 volte quella del Sole.
La forte emissione di energia della pulsar crea un'insolita regione dinamica al centro della nebulosa; mentre la gran parte degli oggetti astronomici evolve talmente lentamente che i cambiamenti sono apprezzabili solo nella scala di diversi anni, le parti più interne della Nebulosa del Granchio mostrano dei cambiamenti nell'ordine di appena pochi giorni. La struttura più dinamica delle regioni centrali della nebulosa è il punto dove il vento equatoriale della pulsar colpisce la massa della nebulosa stessa, formando un fronte d'urto la cui forma e posizione si modifica rapidamente.

### Natura della stella progenitrice

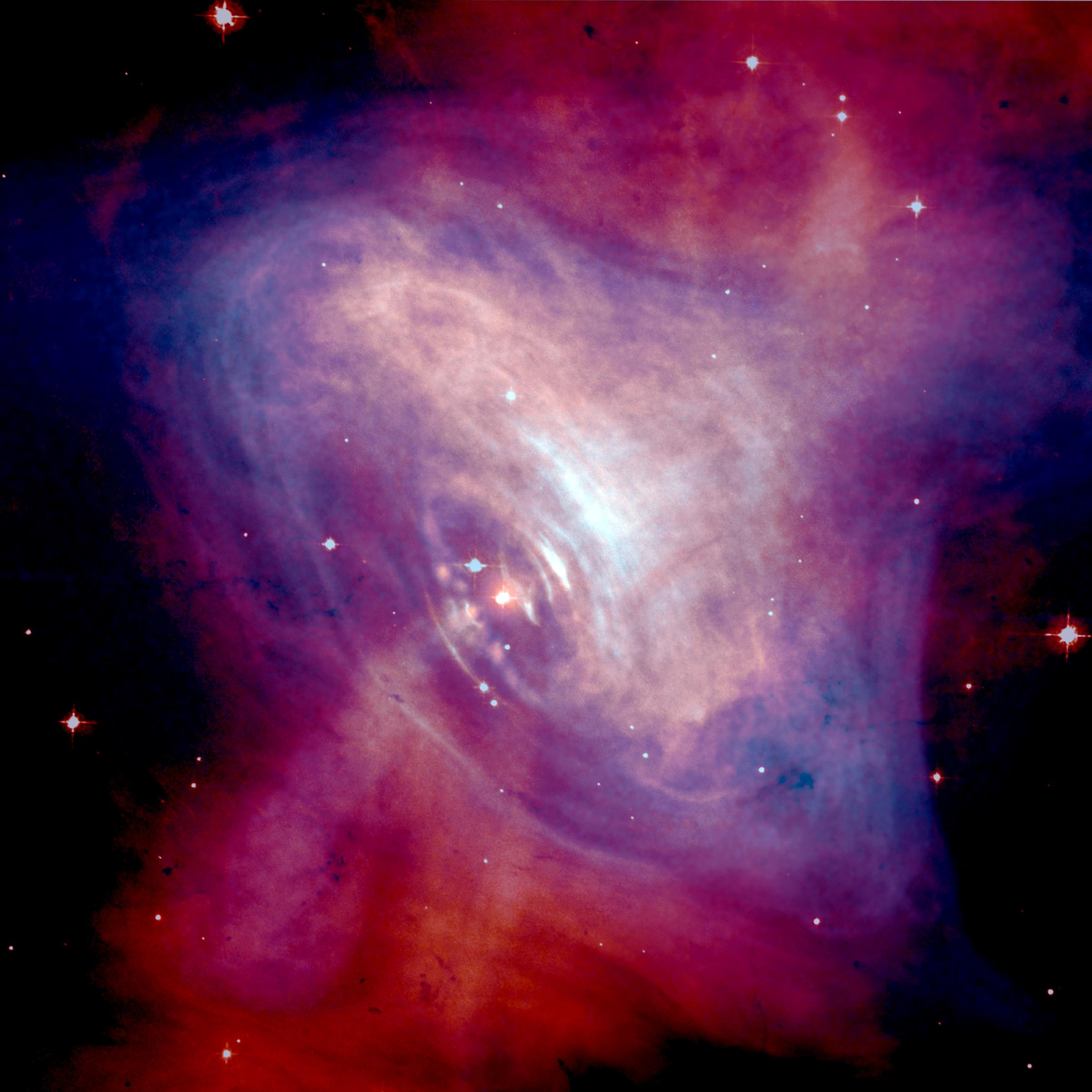
La pulsar del Granchio. L'immagine combina dati ottici dall'Hubble (in rosso) e immagini a raggi X da Chandra (in blu).

La stella che esplose come supernova è chiamata "stella progenitrice". Esistono due tipi di stelle che possono esplodere come supernovae: le nane bianche e le stelle massicce; nelle cosiddette supernovae di tipo Ia, il gas che ricade su una nana bianca fa aumentare di massa la stella finché raggiunge un punto critico, chiamato limite di Chandrasekhar, che causa l'esplosione; nelle supernovae di tipo Ib/c e di tipo II, la stella progenitrice è un astro di grande massa sul punto di esaurire la fonte della sua energia tramite la fusione nucleare, che causa un collasso della stella stessa, che raggiunge temperature elevatissime e causandone la successiva esplosione. La presenza di una pulsar nella Nebulosa del Granchio esclude l'origine da una nana bianca, dato che la supernova di tipo Ia non produce pulsar.
I modelli teorici sulle esplosioni delle supernovae suggeriscono che la stella progenitrice della Nebulosa Granchio doveva possedere una massa compresa fra 9-11 e 20-30 M⊙. Le stelle con masse inferiori alle 8 masse solari sono troppo piccole per produrre esplosioni di supernova e terminano il proprio ciclo vitale lasciando come residui una nana bianca e formando una nebulosa planetaria, mentre stelle con massa superiore a 12 masse solari produrrebbero una nebulosa con una composizione chimica differente da quanto si osserva nella Nebulosa del Granchio.
Un notevole problema nello studio della Nebulosa del Granchio è che la massa combinata della nebulosa e della pulsar è molto inferiore a quella ipotizzata per la stella progenitrice, e la questione su quale sia stato il destino di questa "massa mancante" è ancora senza soluzione. Stime sulla massa della nebulosa sono state fatte misurando la quantità totale di luce emessa e calcolando quella richiesta, data la temperatura misurata e la densità della nebulosa; le stime vanno da un minimo di 1 ad un massimo di 5 masse solari, con un valore di 2-3 masse solari accettato dalla comunità scientifica. La massa della stella di neutroni è stimata fra 1,4 e 2 M☉.
La teoria predominante che spiega la massa mancante della nebulosa afferma che la gran parte della massa originaria della stella progenitrice sia stata spazzata via prima dell'esplosione di supernova da un forte vento stellare; tuttavia, questo vento avrebbe creato una struttura a guscio tutt'attorno alla nebulosa. Sebbene siano stati fatti dei tentativi di osservare questo guscio a diverse lunghezze d'onda, nulla è stato finora trovato.

## Bibliografia

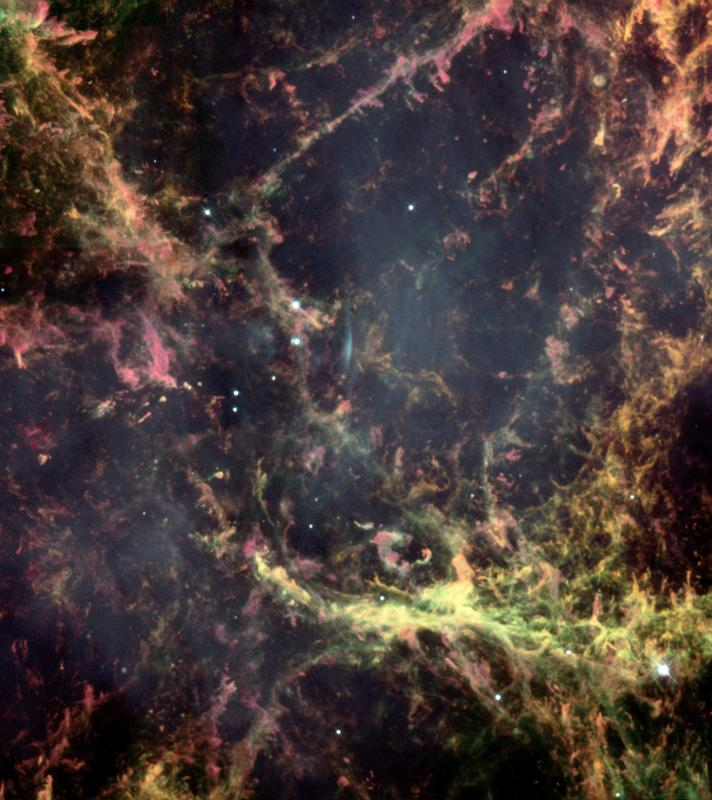
Immagine ripresa dal telescopio Hubble di una piccola regione della nebulosa; i filamenti mostrano instabilità di Rayleigh-Taylor nella loro intricata struttura. Credit: NASA/ESA.

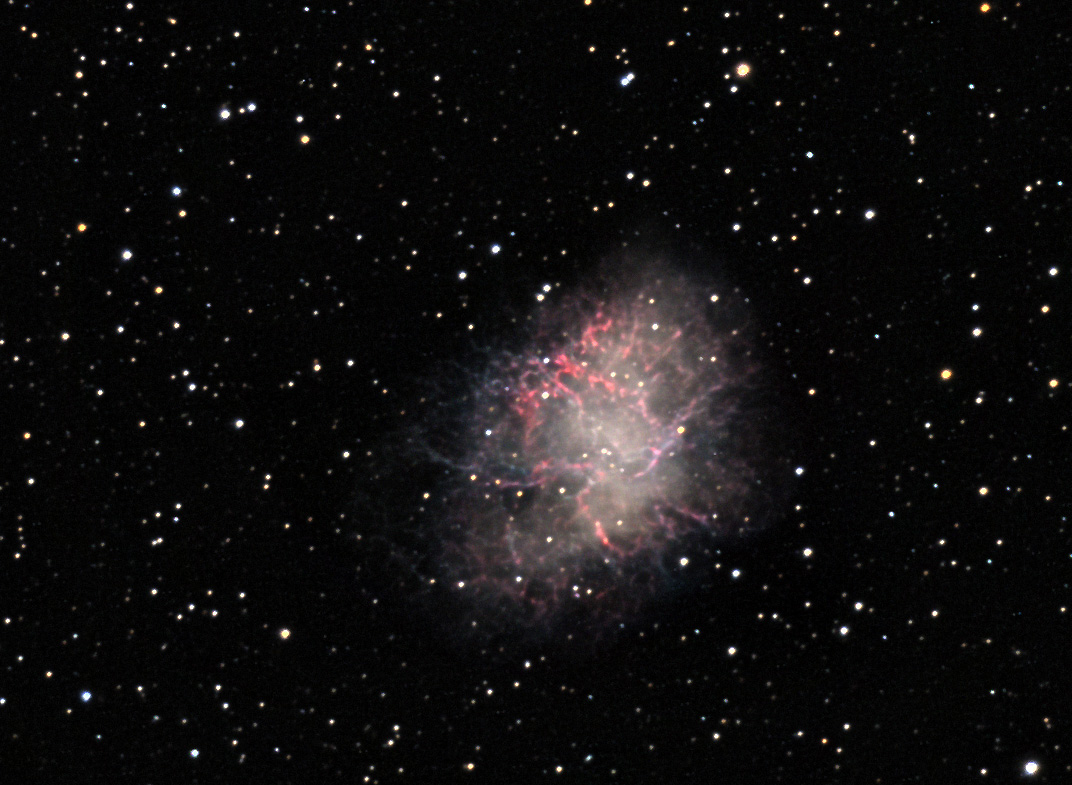
La Nebulosa del Granchio come appare fotografata da un telescopio amatoriale con un'esposizione di 30 minuti.

### Libri

#### Opere generali
- (EN) Stephen James O'Meara, Deep Sky Companions: The Messier Objects, Cambridge University Press, 1998, ISBN 0-521-55332-6.
- (EN) Robert Burnham, Jr, Burnham's Celestial Handbook:  Volume Two, New York, Dover Publications, Inc., 1978.
- (EN) Chaisson, McMillan, Astronomy Today, Englewood Cliffs, Prentice-Hall, Inc., 1993, ISBN 0-13-240085-5.
- (EN) Thomas T. Arny, Explorations:  An Introduction to Astronomy, 3 updatedª ed., Boston, McGraw-Hill, 2007, ISBN 0-07-321369-1.
- AA.VV, L'Universo - Grande enciclopedia dell'astronomia, Novara, De Agostini, 2002.
- J. Gribbin, Enciclopedia di astronomia e cosmologia, Milano, Garzanti, 2005, ISBN 88-11-50517-8.
- W. Owen, et al, Atlante illustrato dell'Universo, Milano, Il Viaggiatore, 2006, ISBN 88-365-3679-4.
- J. Lindstrom, Stelle, galassie e misteri cosmici, Trieste, Editoriale Scienza, 2006, ISBN 88-7307-326-3.

#### Sull'evoluzione stellare
- (EN) C. J. Lada, N. D. Kylafits, The Origin of Stars and Planetary Systems, Kluwer Academic Publishers, 1999, ISBN 0-7923-5909-7.
- A. De Blasi, Le stelle: nascita, evoluzione e morte, Bologna, CLUEB, 2002, ISBN 88-491-1832-5.
- C. Abbondi, Universo in evoluzione dalla nascita alla morte delle stelle, Sandit, 2007, ISBN 88-89150-32-7.
- M. Hack, Dove nascono le stelle. Dalla vita ai quark: un viaggio a ritroso alle origini dell'Universo, Milano, Sperling & Kupfer, 2004, ISBN 88-8274-912-6.

### Carte celesti
- Toshimi Taki, Taki's 8.5 Magnitude Star Atlas, su geocities.jp, 2005. URL consultato il 7 novembre 2010 (archiviato dall'url originale il 5 novembre 2018). - Atlante celeste liberamente scaricabile in formato PDF.
- Tirion, Rappaport, Lovi, Uranometria 2000.0 - Volume I - The Northern Hemisphere to -6°, Richmond, Virginia, USA, Willmann-Bell, inc., 1987, ISBN 0-943396-14-X.
- Tirion, Sinnott, Sky Atlas 2000.0 - Second Edition, Cambridge, USA, Cambridge University Press, 1998, ISBN 0-933346-90-5.
- Tirion, The Cambridge Star Atlas 2000.0, 3ª ed., Cambridge, USA, Cambridge University Press, 2001, ISBN 0-521-80084-6.